# Noonan (North Dakota)
Noonan is een plaats (city) in de Amerikaanse staat North Dakota, en valt bestuurlijk gezien onder Divide County.

## Demografie
Bij de volkstelling in 2000 werd het aantal inwoners vastgesteld op 154.
In 2006 is het aantal inwoners door het United States Census Bureau geschat op 146, een daling van 8 (-5,2%).

## Geografie
Volgens het United States Census Bureau beslaat de plaats een oppervlakte van
0,7 km², geheel bestaande uit land. Noonan ligt op ongeveer 589 m boven zeeniveau.

## Plaatsen in de nabije omgeving
De onderstaande figuur toont nabijgelegen plaatsen in een straal van 36 km rond Noonan.